# ГЕС Jīnzàoqiáo
ГЕС Jīnzàoqiáo (金造桥水电站) — гідроелектростанція на сході Китаю у провінції Фуцзянь. Використовує ресурс із річки Jinzao, правої твірної Huotong (впадає до затоки Санша північніше від Фучжоу).
У межах проєкту річку перекрили кам'яно-накидною греблею із бетонним облицюванням висотою 111 метрів, яка утримує водосховище з об'ємом 89,8 млн м3 (корисний об'єм 72,4 млн м3) та припустимим коливанням рівня поверхні в операційному режимі між позначками 560 та 617,5 метра НРМ (під час повені об'єм може зростати до 94,5 млн м3).
Зі сховища через правобережний гірський масив прокладено тунель 6,9 км, який після вирівнювального резервуара висотою 116 метрів переходить у напірний водовід завдовжки 0,74 км.
Основне обладнання станції становлять дві турбіни типу Френсіс потужністю по 33 МВт, які забезпечують виробництво 126 млн кВт·год електроенергії на рік.
Видача продукції відбувається по ЛЕП, розрахованій на роботу під напругою 110 кВ.